# Pałac Sanguszków w Lubartowie
Pałac Sanguszków w Lubartowie – barokowy pałac położony w centrum Lubartowa. Wybudowany został przez Tylmana z Gameren w XVII wieku na zlecenie Lubomirskich, w miejscu dawnego dworu obronnego Firlejów. W późniejszych wiekach został kilkukrotnie przebudowany, m.in. przez Pawła Antoniego Fontanę. Wraz z zespołem pałacowym wpisany jest do rejestru zabytków województwa lubelskiego.
Oprócz pałacu w skład zespołu wchodzą:
- oranżeria (przebudowywana 1780 i 1931)
- brama, poł. XVIII
- mostek, poł. XVIII
- park, XVII-XVIII (od 1935 pełniący funkcję parku miejskiego)[3]

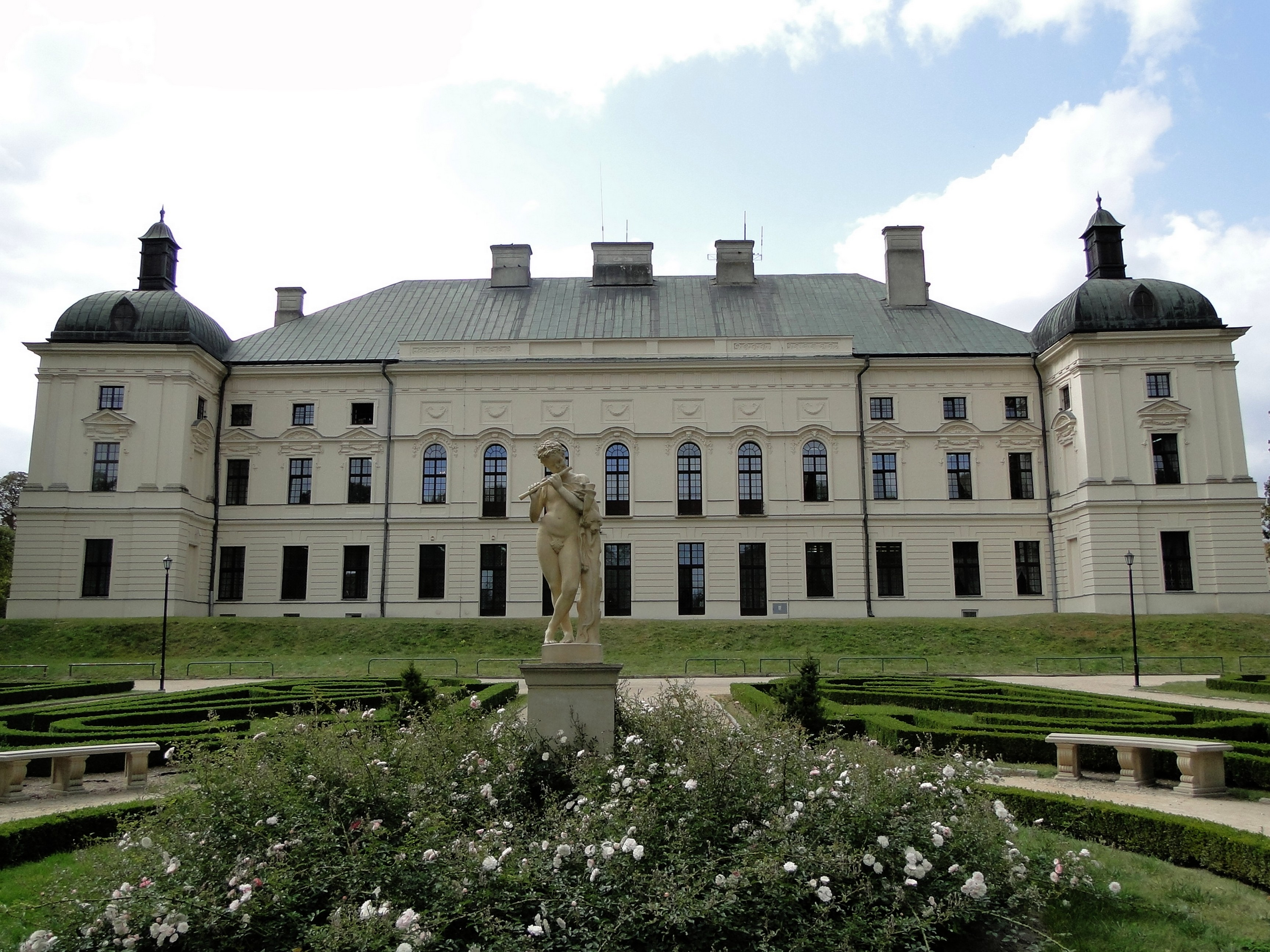
elewacja pałacu od strony ogrodu
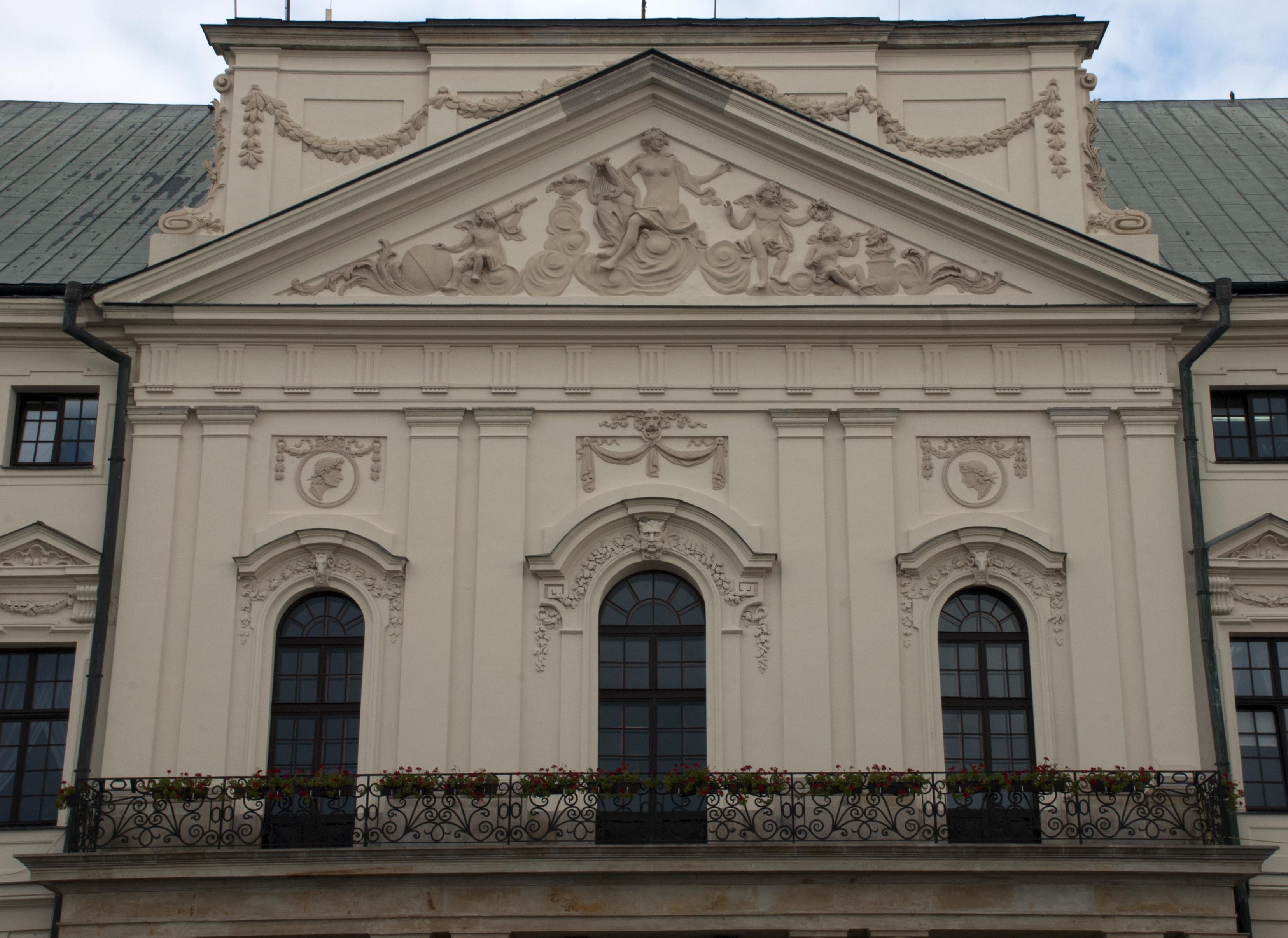
tympanon
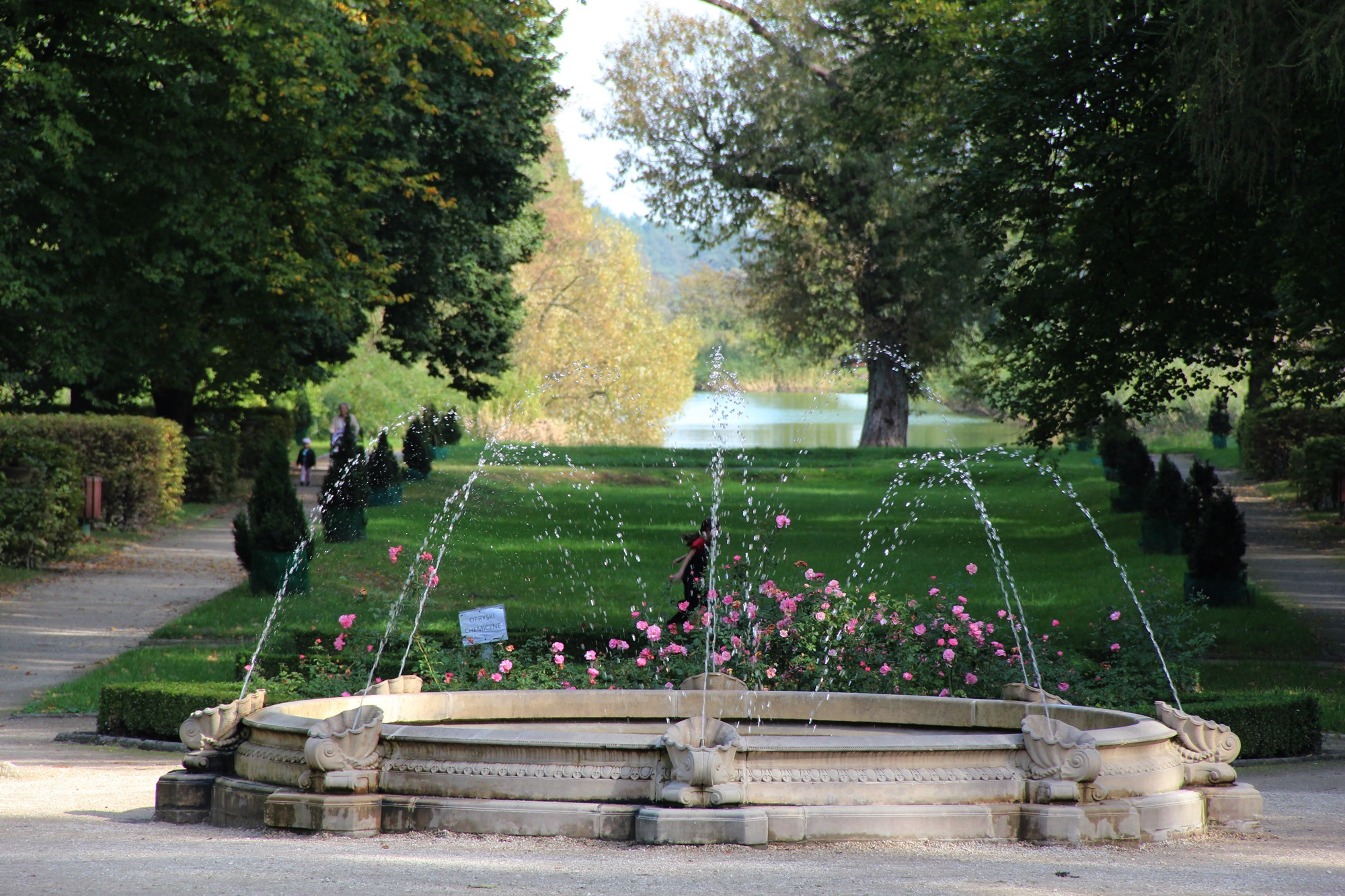
fragment ogrodu pałacowego